# SNCF BB 7200
De SNCF BB 7200 locomotieven zijn een reeks van 224 elektrische locomotieven, gebruikt door het Franse spoorwegbedrijf SNCF.

## Geschiedenis
Na de bouw van een prototype, werd in 1976 begonnen met de levering van 240 locomotieven aan de SNCF. De locomotieven waren bedoeld voor goederendiensten en voor langeafstandstreinen.

## Techniek
De locomotieven hebben een vermogen van 4.040 kW, en werken bij een bovenleidingspanning van 1500 V gelijkspanning. De locomotieven hebben een maximumsnelheid van 200 km/h in de reizigersdienst en 100 km/h in de goederendienst.
De locomotieven zijn de laatste mono-courante locomotieven die de SNCF heeft besteld. Omdat ze niet geschikt zijn voor 25000 volt 50 Hz (wisselspanning) kunnen deze locomotieven  niet in het noorden van Frankrijk rijden.

## Aanpassing voorTransilien
In verband met de aanstaande buitendienststelling van de Z 5300-treinstellen had de SNCF behoefte aan materieel voor zijn Transilien-voorstadstreinen rond Parijs. Om het ontstane gat op te vangen is besloten om 14 locomotieven om te bouwen voor de voorstadsdienst. De locomotieven zijn hiervoor onder andere geschikt gemaakt voor eenmansbediening. De verbouwde locomotieven staan bekend als BB 7600.

## Inzet
- Marseille - Nîmes - Montpellier - Toulouse - Bordeaux
- Lyon - Genève
- Chambéry - Bellegarde - Genève
- Genève - Chambéry - Grenoble - Valence - Avignon - Nîmes - Montpellier - Béziers - Narbonne - Perpignan - Cerbère (EuroCity)
- Parijs - Dijon - Lyon - Valence - Avignon - Marseille
- Parijs - Chartres - Le Mans
- Parijs - Les Aubrais-Orléans - Limoges - Cahors - Montauban - Toulouse
- Parijs - Poitiers - Angoulême - Bordeaux - Tarbes
- Parijs - Poitiers - Angoulême - Bordeaux - Dax - Bayonne - Hendaye - Irun
- Ambérieu - Culoz - Chambéry - Modane
- Narbonne - Perpignan - Cerbère
- Valence - Avignon - Nîmes - Montpellier
- Nîmes - Toulouse - Montauban - Agen - Bordeaux
- Dijon - Saint-Amour - Bourg-en-Bresse
- Toulouse - Tarbes - Pau - Puyoo - Bayonne - Hendaye - Irun

(lijst is niet compleet en omvat evenmin de inzet voor Transilien)

## Toekomst
In 2011 zijn voor het eerst 16 locomotieven buiten dienst gesteld. Verwacht wordt dat de rest van de serie in de komende jaren ook buiten dienst gesteld gaat worden.